# Marquinho Lang
Marco Antonio Lang (Porto Alegre, 7 de setembro de 1970) é um político brasileiro. Atualmente é filiado ao Republicanos, antigo PRB. 

## Trajetória política
Nas eleições de 2014, em 5 de outubro, foi candidato a deputado estadual à Assembleia Legislativa do Rio Grande do Sul. Não foi eleito.